# Eugenio Dalmasson
Eugenio Dalmasson (nacido el 7 de junio de 1957 en Venecia, Italia) es un entrenador italiano de baloncesto. Actualmente está sin equipo, tras dirigir durante 11 temporadas al Pallacanestro Trieste.

## Trayectoria como entrenador
Dalmasson comenzó su carrera como entrenador en 1999 dirigiendo al Basket Montichiari. Más tarde, entrenaría al desaparecido Pallacanestro Firenze, Basket Vicenza, Vigevano y Basket Lumezzane. 
Durante las temporadas 2006-2008 y 2009-2010 dirigiría al Reyer Venezia Mestre en Legadue.
En 2010 se convirtió en entrenador del Pallacanestro Trieste. En la temporada 2011-12 lograría el ascenso a la Legadue, categoría de plata del baloncesto italiano en la permanecería durante 5 temporadas.
Al término de la temporada 2017-18 lograría el ascenso a la Lega Basket Serie A.
El 8 de junio de 2019, Dalmasson renueva durante tres temporadas más como entrenador del Pallacanestro Trieste de la Lega Basket Serie A.
En verano de 2020, cumpliría 10 años en el cargo de entrenador del conjunto de Trieste.
El 31 de mayo de 2021, no seguiría al frente del Pallacanestro Trieste, tras dirigirlo durante 11 temporadas.

## Clubs como entrenador
- 1999-2001: Basket Montichiari
- 1993-1994: Pallacanestro Firenze
- 1994-1999: Basket Vicenza
- 1999-2001:  Basket Vigevano
- 2001-2006: Basket Lumezzane
- 2006-2008: Reyer Venezia Mestre
- 2009-2010: Reyer Venezia Mestre
- 2010-2021: Pallacanestro Trieste